# Barleria greenii
Barleria greenii là một loài thực vật có hoa trong họ Ô rô. Loài này được M.Balkwill & K.Balkwill mô tả khoa học đầu tiên năm 1990.

## Hình ảnh

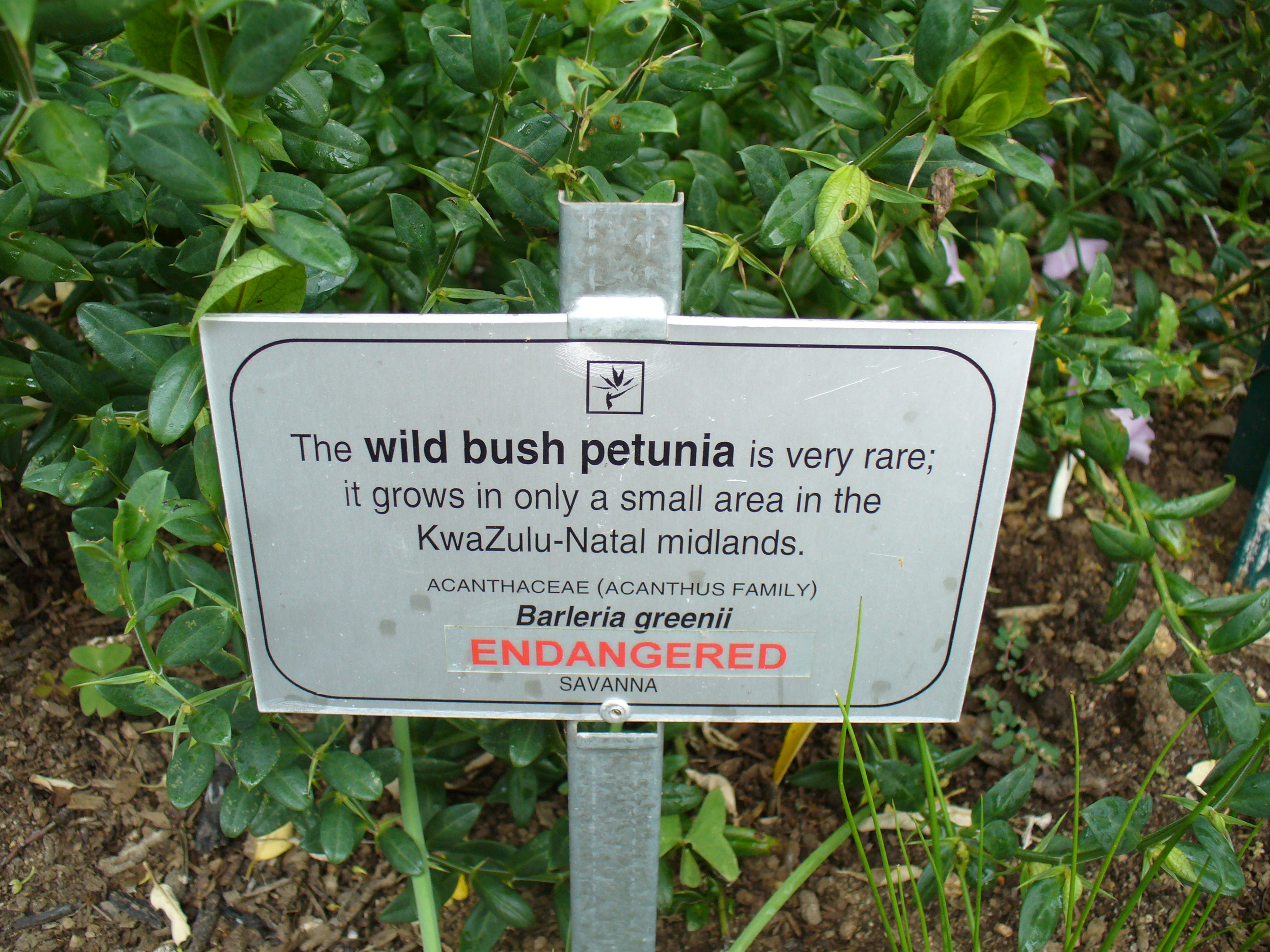
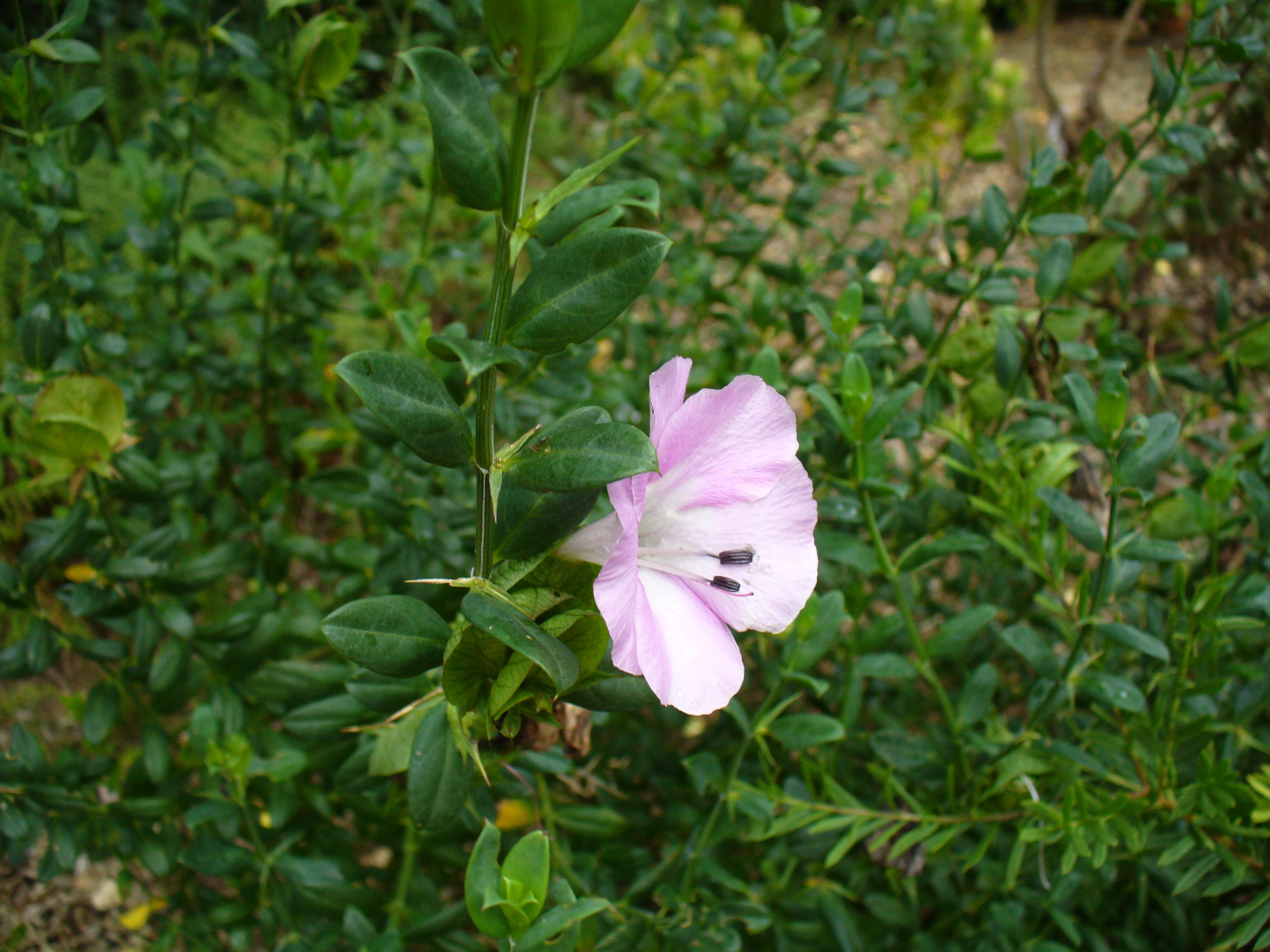